# Saint-André-sur-Sèvre
Saint-André-sur-Sèvre és un municipi francès situat al departament de Deux-Sèvres i a la regió de la Nova Aquitània. L'any 2007 tenia 656 habitants.

## Demografia

### Població
El 2007 la població de fet de Saint-André-sur-Sèvre era de 656 persones. Hi havia 250 famílies de les quals 48 eren unipersonals (24 homes vivint sols i 24 dones vivint soles), 97 parelles sense fills, 97 parelles amb fills i 8 famílies monoparentals amb fills.
La població ha evolucionat segons el següent gràfic:
Habitants censats

### Habitatges
El 2007 hi havia 279 habitatges, 255 eren l'habitatge principal de la família, 10 eren segones residències i 14 estaven desocupats. Tots els 279 habitatges eren cases. Dels 255 habitatges principals, 222 estaven ocupats pels seus propietaris, 32 estaven llogats i ocupats pels llogaters i 1 estava cedit a títol gratuït; 3 tenien dues cambres, 31 en tenien tres, 51 en tenien quatre i 170 en tenien cinc o més. 249 habitatges disposaven pel capbaix d'una plaça de pàrquing. A 94 habitatges hi havia un automòbil i a 148 n'hi havia dos o més.

### Piràmide de població
La piràmide de població per edats i sexe el 2009 era:
| Homes | Edats   | Dones |
| ----- | ------- | ----- |
| 0     | 95 o +  | 0     |
| 0     | 90 a 94 | 0     |
| 4     | 85 a 89 | 4     |
| 0     | 80 a 84 | 8     |
| 20    | 75 a 79 | 16    |
| 24    | 70 a 74 | 24    |
| 20    | 65 a 69 | 32    |
| 12    | 60 a 64 | 4     |
| 8     | 55 a 59 | 12    |
| 40    | 50 a 54 | 20    |
| 16    | 45 a 49 | 20    |
| 32    | 40 a 44 | 12    |
| 20    | 35 a 39 | 28    |
| 40    | 30 a 34 | 24    |
| 20    | 25 a 29 | 24    |
| 12    | 20 a 24 | 8     |
| 36    | 15 a 19 | 20    |
| 16    | 10 a 14 | 24    |
| 16    | 5 a 9   | 12    |
| 20    | 0 a 4   | 12    |

## Economia
El 2007 la població en edat de treballar era de 400 persones, 313 eren actives i 87 eren inactives. De les 313 persones actives 293 estaven ocupades (171 homes i 122 dones) i 19 estaven aturades (6 homes i 13 dones). De les 87 persones inactives 34 estaven jubilades, 23 estaven estudiant i 30 estaven classificades com a «altres inactius».

### Ingressos
El 2009 a Saint-André-sur-Sèvre hi havia 270 unitats fiscals que integraven 697 persones, la mediana anual d'ingressos fiscals per persona era de 15.825 €.

### Activitats econòmiques
Dels 12 establiments que hi havia el 2007, 2 eren d'empreses de fabricació d'altres productes industrials, 1 d'una empresa de construcció, 2 d'empreses de comerç i reparació d'automòbils, 1 d'una empresa de transport, 2 d'empreses financeres, 1 d'una empresa immobiliària, 2 d'empreses de serveis i 1 d'una empresa classificada com a «altres activitats de serveis».
Dels 3 establiments de servei als particulars que hi havia el 2009, 1 era una oficina bancària, 1 lampisteria i 1 agència immobiliària.
L'any 2000 a Saint-André-sur-Sèvre hi havia 47 explotacions agrícoles que ocupaven un total de 1.392 hectàrees.

## Poblacions més properes
El següent diagrama mostra les poblacions més properes.